# Арамбуру, Сенон
Сенон Арамбуру Уркиола (исп. Zenón Arámburu Urquiola, баск. Zenon Aranburu Urkiola; 9 июля 1879, Вильярреаль-де-Урречу, Гипускоа, Испания — 3 апреля 1969, Лойола, Аспейтия, Гипускоа, Испания) — испанский прелат, иезуит, первый епископ Уху.

## Биография
Сенон Арамбуру Уркиола родился 9 июля 1879 года в городе Вильярреаль-де-Урречу, в семье Хосе Агустина Арамбуру Арамбуру и Хосефы Антонии Уркиолы Суфирии. На следующий день после рождения был крещён в церкви Святого Мартина Турского.
31 мая 1897 года, в возрасте 17 лет, Арамбуру вступил в новициат Общества Иисуса. 30 июля 1912 года был рукоположён в священники, а 2 февраля 1914 года принёс вечные обеты. В 1919 году был направлен в город Уху. 7 июля 1936 года папа Пий XI назначил его титулярным епископом Эресоса и апостольским викарием Уху. 11 октября того же года он был рукоположён в сан епископа в церкви Святого Иосифа в Уху. 11 апреля 1946 года, когда апостольский викариат Уху был преобразован в епархию, Арамбуру стал её первым епископом. В Китае он был известен под именем Пу Лу (кит. упр. 蒲庐, пиньинь pú lú). 
После окончания гражданской войны Сенон Арамбуру оставался в Китае, пока не был выслан оттуда в 1954 году. Первые несколько лет после возвращения в Испанию провёл в Аранхуэсе, затем жил в Бильбао, Памплоне и Аспейтии. В 1962 году принял участие в первой сессии Второго Ватиканского собора. Умер в Лойоле (Аспейтия) 3 апреля (по другим данным 2 или 4 апреля) 1969 года.

## Труды
Сенон Арамбуру сотрудничал с баскоязычным журналом Deya, а также опубликовал несколько книг на испанском языке:
- El vicariato de Ngan-Hoei China : Misiones de Hoai-Se Ngan-K'ing Ou-Hou de la Compañia de Jesús (Шанхай, 1924)[10]
- El paso de las tropas sudistas por la Misión de Wuhú (1927)
- ¡Hasta morir por él! El P. Tomás Esteban S.J., misionero de infieles y cautivo de los comunistas en la misión de Wuhu (Бильбао, 1936)
- Desterrado en China. Memorias de un misionero octogenario (Бильбао, 1960)[6]
- Eucaristia. El amor de los amores. Misterio. Comunión, sacrificio (1964)[11]
- María: incentivos de amor a la Santísima Virgen María (1967)[12]